# Mastrus carpocapsae
Mastrus carpocapsae là một loài tò vò trong họ Ichneumonidae.